# Wolves Within
Wolves Within es el cuarto álbum de la banda de metal progresivo estadounidense After The Burial. Fue lanzado el 17 de diciembre de 2013 a través de la discográfica Sumerian Records. El sencillo A Wolf Amongst Ravens fue lanzado el 4 de noviembre de 2013 en YouTube a través de un vídeo lírico. El segundo sencillo Of Fearful Men fue lanzado el 18 de noviembre de 2013 en streaming a través de Youtube.

## Lista de canciones
| N.º   | Título                                         | Duración |  |
| 1.    | «Anti-Pattern»                                 | 3:27     |  |
| 2.    | «Of Fearful Men»                               | 4:25     |  |
| 3.    | «Pennyweight»                                  | 4:54     |  |
| 4.    | «Disconnect»                                   | 5:58     |  |
| 5.    | «Nine Summers»                                 | 4:56     |  |
| 6.    | «Virga (con Nick Wellner ex-After The Burial)» | 4:14     |  |
| 7.    | «Neo Seoul»                                    | 3:58     |  |
| 8.    | «Parise»                                       | 4:25     |  |
| 9.    | «A Wolf Amongst Ravens»                        | 5:08     |  |
| 41:24 |                                                |          |  |

## Créditos
After The Burial
- Anthony Notarmaso - voz
- Trent Hafdahl - guitarra
- Justin Lowe - guitarra, programación
- Lerichard "Lee" Foral - bajo
- Dan Carle - batería

Producción
- Producido, mezclado y masterizado por Justin Lowe y Trent Hafdahl
- Administración por Adam Mott (Outerloop Management)
- Booking por Amanda Fiore (The Pantheon Agency, US) y Marco Walzel (Avocado Bookings, International)
- Arte por Austin Wade (Wade Visual)
- Layout por Daniel McBride (McBride Design)